# 189
Năm 189 là một năm trong lịch Julius. 

## Mất
- Hà Tiến, bị Thập Thường Thị giết